# Fabia plagiariis
Fabia de plagio o Fabia plagiariis va ser una antiga llei romana de l'any 571 de la fundació de Roma (182 aC) quan eren cònsols Quint Fabi Labeó i Marc Claudi Marcel.
Declarava culpable de segrest (plagium) al que, de mala fe, comprés, vengués, donés o permutés un home lliure o el donés com a dot; també al que incités a un esclau a la fugida o amagués a un esclau fugitiu. La pena era una multa de cent cinquanta mil sestercis, la confiscació de la meitat dels seus béns i el desterrament (el nobles) o el treball a les mines i fins i tot la crucifixió a la resta. Als que copiaven els llibres se'ls anomenava també plagiaris, segons diu Marcial.